# لارا بهلوان
لارا بهلوان (مواليد 5 سبتمبر 1994)، وهي لاعبة كرة قدم لبنانية تلعب كظهير أيسر وتتولى قيادة كل من النادي اللبناني SAS والمنتخب اللبناني.